# Giro d’Italia 1936

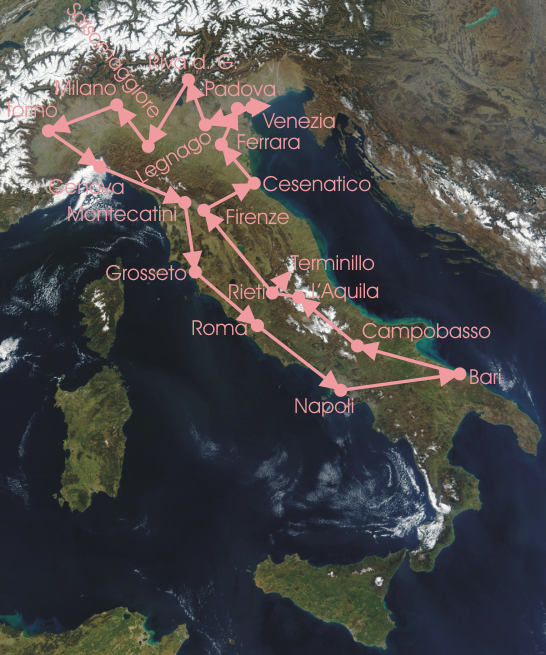
Verlauf des 24. Giro d’Italia

Der 24. Giro d’Italia fand vom 16. Mai bis 7. Juni 1936 statt.
Das Radrennen bestand aus 19 Etappen mit einer Gesamtlänge von 3.766 Kilometern. Von 89 Startern erreichten 45 das Ziel. Gino Bartali errang den Giro-Sieg vor Giuseppe Olmo. Die Bergwertung gewann ebenfalls Gino Bartali vor Severino Canavesi. Die Mannschaftswertung gewann das Team Legnano.

## Gesamtwertung
1. Gino Bartali  Königreich Italien in 120 h 12'30"
2. Giuseppe Olmo  Königreich Italien 2'36" zurück
3. Severino Canavesi  Königreich Italien 7'49" zurück
4. Adalino Mealli  Königreich Italien 14'04" zurück
5. Giovanni Valetti  Königreich Italien 14'15" zurück
6. Domenico Piemontesi  Königreich Italien 16'31" zurück
7. Ambrogio Morelli  Königreich Italien 17'44"
8. Vasco Bergamaschi  Königreich Italien 18'35" zurück
9. Enrico Mollo  Königreich Italien 19'27" zurück
10. Edoardo Molinar  Königreich Italien 20'48" zurück

## Etappen
| Etappe | von             | nach            | km  | Sieger           | Herkunftsland      |
| ------ | --------------- | --------------- | --- | ---------------- | ------------------ |
| 1      | Mailand         | Turin           | 161 | Giuseppe Olmo    | Königreich Italien |
| 2      | Turin           | Genua           | 206 | Aldo Bini        | Königreich Italien |
| 3      | Genua           | Montecatini     | 206 | Raffaele Di Paco | Königreich Italien |
| 4      | Montecatini     | Grosseto        | 220 | Fabio Battesini  | Königreich Italien |
| 5      | Grosseto        | Rom             | 248 | Giuseppe Olmo    | Königreich Italien |
| 6      | Rom             | Neapel          | 230 | Giuseppe Olmo    | Königreich Italien |
| 7      | Neapel          | Bari            | 283 | Raffaele Di Paco | Königreich Italien |
| 8      | Bari            | Campobasso      | 243 | Olimpio Bizzi    | Königreich Italien |
| 9      | Campobasso      | L’Aquila        | 204 | Gino Bartali     | Königreich Italien |
| 10     | L’Aquila        | Rieti           | 117 | Raffaele Di Paco | Königreich Italien |
| 11     | Rieti           | Terminillo      | 20  | Giuseppe Olmo    | Königreich Italien |
| 12     | Rieti           | Florenz         | 292 | Giuseppe Olmo    | Königreich Italien |
| 13     | Florenz         | Cesenatico      | 139 | Giuseppe Olmo    | Königreich Italien |
| 14     | Cesenatico      | Ferrara         | 155 | Raffaele Di Paco | Königreich Italien |
| 15a    | Ferrara         | Padua           | 106 | Raffaele Di Paco | Königreich Italien |
| 15b    | Padua           | Venedig         | 39  | Giuseppe Olmo    | Königreich Italien |
| 16     | Venedig         | Legnago         | 183 | Giuseppe Olmo    | Königreich Italien |
| 17a    | Legnago         | Riva del Garda  | 139 | Giuseppe Olmo    | Königreich Italien |
| 17b    | Riva del Garda  | Gardone Riviera | 100 | Gino Bartali     | Königreich Italien |
| 18     | Gardone Riviera | Salsomaggiore   | 206 | Gino Bartali     | Königreich Italien |
| 19     | Salsomaggiore   | Mailand         | 248 | Giuseppe Olmo    | Königreich Italien |

## Rosa Trikot des Führenden in der Gesamtwertung
- Giuseppe Olmo  Königreich Italien: 1. und 6. bis 8. Etappe
- Aldo Bini  Königreich Italien: 2. bis 5. Etappe
- Gino Bartali  Königreich Italien: ab der 9. Etappe

## Bergwertung
- Gino Bartali  Königreich Italien